# Гадсден (Південна Кароліна)
Гадсден (англ. Gadsden) — переписна місцевість (CDP) в США, в окрузі Ричленд штату Південна Кароліна. Населення — 1301 особа (2020).

## Географія
Гадсден розташований за координатами 33°50′50″ пн. ш. 80°45′56″ зх. д. / 33.84722° пн. ш. 80.76556° зх. д. (33.847191, -80.765601).  За даними Бюро перепису населення США в 2010 році переписна місцевість мала площу 29,80 км², з яких 29,78 км² — суходіл та 0,02 км² — водойми.

## Демографія
Згідно з переписом 2010 року, у переписній місцевості мешкали 1632 особи в 599 домогосподарствах у складі 428 родин. Густота населення становила 55 осіб/км².  Було 646 помешкань (22/км²).
Расовий склад населення:
| - 94,4 % — чорних або афроамериканців - 4,3 % — білих - 0,2 % — корінних американців - 0,1 % — азіатів |

До двох чи більше рас належало 0,9 %. Частка іспаномовних становила 1,2 % від усіх жителів.
За віковим діапазоном населення розподілялося таким чином: 25,7 % — особи молодші 18 років, 62,7 % — особи у віці 18—64 років, 11,6 % — особи у віці 65 років та старші. Медіана віку мешканця становила 38,8 року. На 100 осіб жіночої статі у переписній місцевості припадало 86,9 чоловіків;  на 100 жінок у віці від 18 років та старших — 83,0 чоловіків також старших 18 років.
Середній дохід на одне домашнє господарство  становив 36 926 доларів США (медіана — 27 331), а середній дохід на одну сім'ю — 43 755 доларів (медіана — 40 231). Медіана доходів становила 25 789 доларів для чоловіків та 20 524 долари для жінок. За межею бідності перебувало 16,4 % осіб, у тому числі 33,7 % дітей у віці до 18 років та 4,5 % осіб у віці 65 років та старших.
Цивільне працевлаштоване населення становило 987 осіб. Основні галузі зайнятості: мистецтво, розваги та відпочинок — 26,5 %, освіта, охорона здоров'я та соціальна допомога — 21,2 %, роздрібна торгівля — 13,9 %, виробництво — 13,8 %.